# Takashi Okazaki

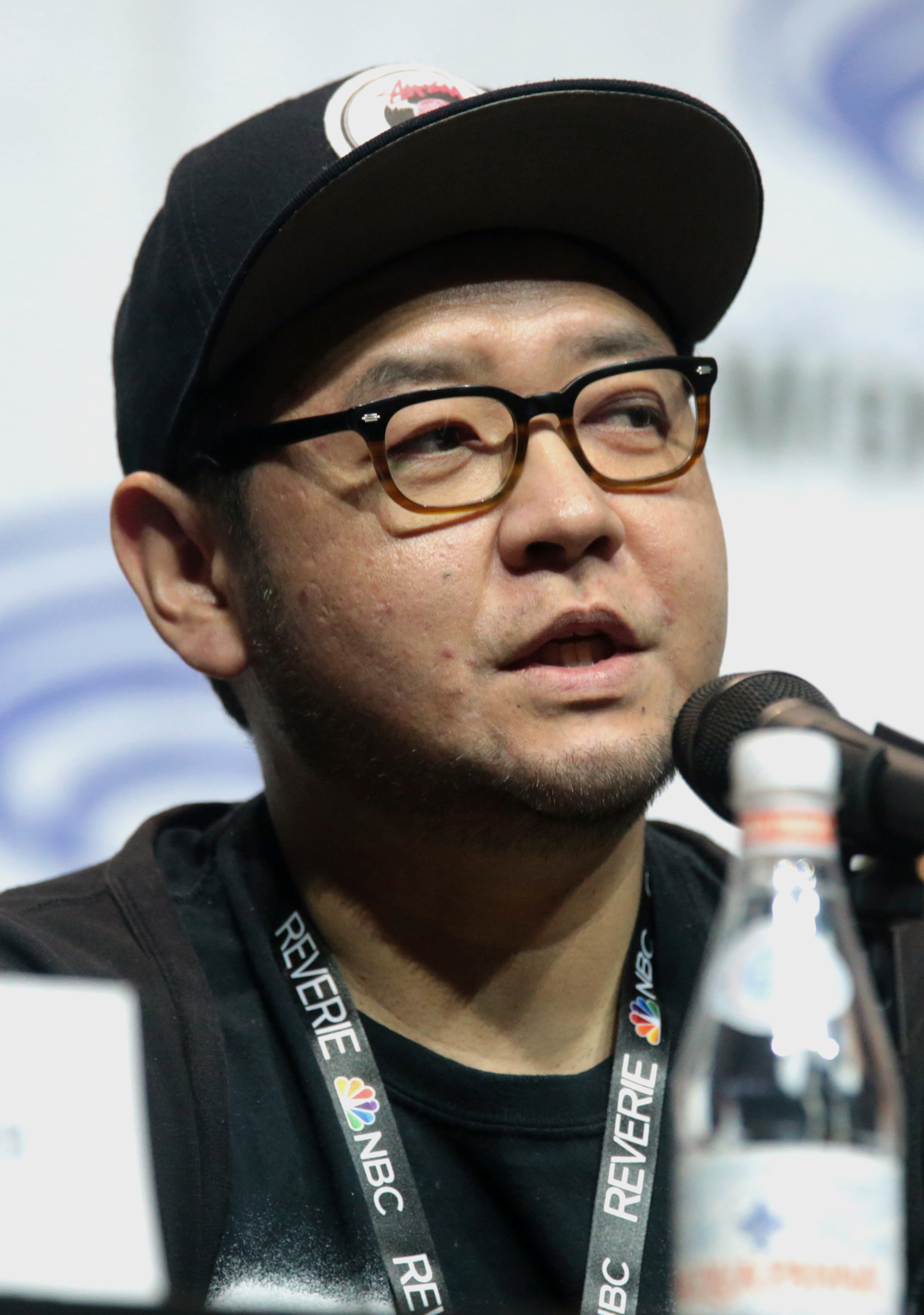
Em Anaheim, Califórnia, na WonderCon 2018
Nasceu 18 de março, 1974
Nacionalidade

Takashi Okazaki (岡崎 能士, Okazaki Takashi) é um mangaká japonês mundialmente famoso, sendo sua obra mais renomada o mangá Afro Samurai. se tornando uma grande referencia POP.

## Biografia
Takashi Okazaki nasceu em Kanagawa em 1974 e formou-se na Universidade de Arte de Tama.

## Carreira
Okazaki foi uma das quatro pessoas a estreiar no doujinshi Nou Nou Hau em novembro de 1998, juntamente com Dai Ozaki, Ryioji Shibasaki e Mai Shibasaki. Sua primeira série, Afro Samurai, foi publicada na revista até setembro de 2002. Desde então, Afro Samurai foi adaptado para uma minissérie em anime e um filme para televisão, nomeado Afro Samurai: Resurrection. Um outro trabalho de Okazari foi um mangá publicado no CD da trilha sonora do filme Blade: Trinity.